# Сеизмички талас
Сеизмички талас је талас који путује кроз Земљу или неко друго еластично тело као последица земљотреса, експлозије, или неког другог процеса који делује на тело тако што му саопштава механичку силу. Сеизмичке таласе непрекидно изазивају и стални удари морских таласа (ове појаве су познате као микросеизми), као и ветар. Сеизмичке таласе проучавају сеизмолози, а на основу записа сеизмографа или геофона.
Брзина простирања сеизмичких таласа зависи од густине и еластичности средине кроз коју пролазе. Распон брзина је од 3—8 km/s, у Земљиној кори, до 13 km/s у дубљим деловима мантла.
Као последица земљотреса настају различити типови сеизмичких таласа различитих брзина. Сваки од ових типова стиже у сеизмолошку станицу у одређено време након земљотреса, што се користи за развијање метода за прорачун удаљености хипоцентра од станице. У геофизици се одбијање и преламање сеизмичких таласа у Земљиној унутрашњости користи за одређивање структуре полупростора.

## Типови сеизмичких таласа
Постоје два главна типа сеизмичких таласа: запремински и површински таласи. Постоји, додуше, још неколико типова сеизмичких таласа, али је њихов значај веома мали.

### Запремински таласи
Запремински таласи путују кроз Земљину унутрашњост која представља пун простор. Њихове путање пролазе кроз слојеве са изузетно великим варирањем еластичних својстава и густине. Ово варирање условљено је променом температуре, као и састава и фазе материјала кроз који се талас простире. На границама различитих средина таласи се одбијају и преламају по законима који су идентични законима простирања светлосних таласа.

#### Компресиони таласи
Компресиони таласи (такође и примарни или P таласи, и лонгитудинални таласи) су таласи који се простиру тако што честице простора осцилују у истом правцу у ком се талас креће. Када би се могло зауставити време, видело би се да је у једном делу простора извршена компресија (сабијање), а у другом дилатација (истезање). Ови таласи могу да се простиру у свим срединама, осим у вакууму. У ваздуху се компресиони таласи понашају као акустички, па путују истом брзином као звук. Типичне брзине лонгитудиналних таласа су око 330 km/s у ваздуху, око 1450 km/s у води, и преко 5000 km/s у граниту. Због својих мањих амплитуда, компресиони таласи имају мању разорну моћ од смичућих таласа, који их прате.

#### Смичући таласи
Смичући таласи (такође и секундардни или S таласи, или трансверзални таласи) су таласи који се простиру тако што честице средине осцилују у равнима које су нормалне на правац кретања таласа. У случају хоризонтално поларисаних смичућих таласа (или SH таласа) земља се помера наизменично на једну, па на супротну страну. Трансверзални таласи могу се простирати само кроз чврсте средине, док се у флуидима (течностима и гасовима) не простиру, јер је њихов модуо смицања једнак нули. Брзина секундарних таласа је око 60% брзине примарних таласа у некој средини. Одатле потиче и назив - секундарни таласи на сеизмолошку станицу стижу увек након примарних таласа. Смичући таласи имају већу амплитуду у односу на компресионе, па због тога имају већу разорну моћ.

### Површински таласи
Површински таласи се простиру на исти начин као таласи у води. Простиру се само у највишем слоју Земљине коре и путују много спорије него запремински таласи. Због своје ниске фреквенце, дугог периода и велике амплитуде, они могу бити најдеструктивнији тип сеизмичких таласа. Постоје два типа површинских таласа: Рејлијеви таласи и Лавови таласи. Теоретски, површински таласи могу се описати као системи спрегнутих компресионих и смичућих таласа.